# Teatro Tivoli (Dublin)
O Teatro Tivoli era um teatro na Francis Street em The Liberties, Dublin, que fechou em 2019 e foi demolido pouco depois para ser substituído por um hotel
O teatro foi construído para substituir um antigo Teatro Tivoli localizado em Burgh Quay, que havia fechado em maio de 1928.
Construído com os projectos do arquitecto Vincent Kelly, tinha capacidade para 700 pessoas. O Teatro Tivoli abriu como um teatro de variedades de cinemas, mas no final da década de 1930 foi convertido para uso em tempo integral e foi renomeado para Cinema Tivoli.
As paredes do estacionamento haviam se tornado um local notável de arte de rua e a permissão de planeamento para demolir o teatro exigia que a arte existente fosse fotografada e documentada antes da demolição